# Grammontenserpriorat Badeix
Das ehemalige Grammontenserpriorat Badeix befindet sich am Rande des zur französischen Gemeinde Saint-Estèphe gehörenden Weilers Badeix, etwa 10 Kilometer nördlich der Subpräfektur Nontron (Dordogne, Region Nouvelle-Aquitaine). Die Überreste des Priorats sind seit dem 18. Juni 1938 als Monument historique anerkannt.

## Geographie
Das Grammontenserpriorat Badeix, Französisch Prieuré Notre-Dame et Saint-Jean-Porte-Latine de Badeix, Grammontenserbezeichnung Bosco jemmo, liegt auf rund 240 Meter Meerhöhe 3 Kilometer nördlich des Ortskerns von Saint-Estèphe am Westrand des Weilers Badeix, im Norden des Départements Dordogne. Nach dem ostnordostwärts gelegenen Piégut-Pluviers sind es 2 Kilometer. Es gehört somit zum Nontronnais und bildet außerdem Teil des Regionalen Naturparks Périgord-Limousin.
Das Priorat kann ausgehend vom Ortskern von Saint-Estèphe direkt über die D 88 erreicht werden. Die Abzweigung nach rechts ist ausgeschildert. Einen weiteren Zugang bildet die D 91 von Piégut-Pluviers nach Montbron, von der hinter Lacaujammet linkerhand die D 92 nach Étouars abzweigt. Die D 92 zieht nur unweit nördlich von Badeix vorbei, welches über Fixard erreicht werden kann. Das Priorat schmiegt sich an eine Lichtung auf der linken Talseite des in die Doue nach Südwesten abfließenden Ruisseau des Forges.

## Geologie
Das Priorat wird von der grobkörnigen Normalfazies des Piégut-Pluviers-Granodiorits unterlagert. Der Granodiorit wurde als Baustein verwendet.

## Beschreibung

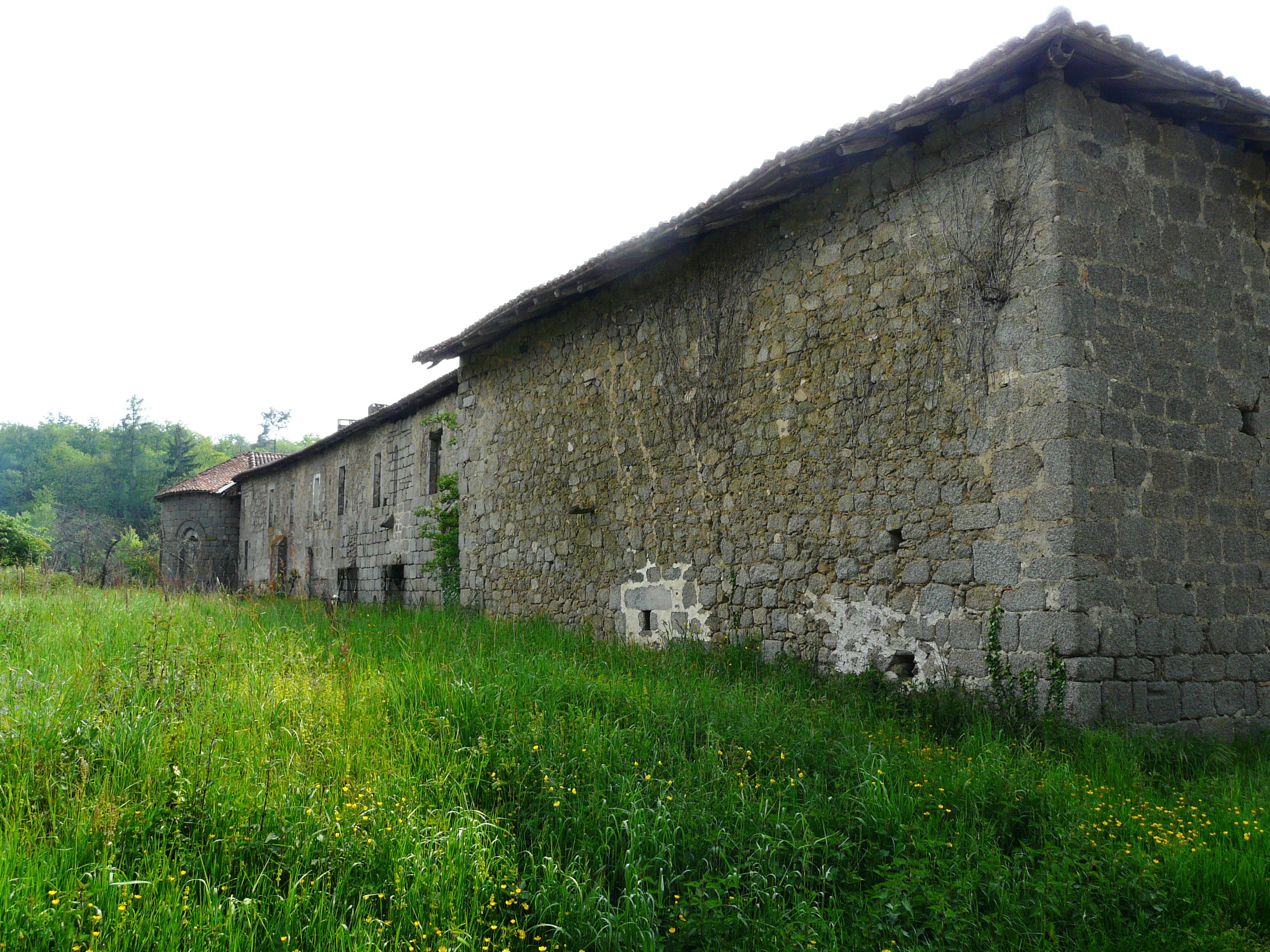
Ostflügel des Priorats – am Hinterende das Kirchenschiff

### Kirche
Das in einer halbrunden Apsiskalotte endende Kirchenschiff wurde in der zweiten Hälfte des 12. Jahrhunderts im romanischen Baustil errichtet. Es dient heute nur noch als Scheune. Auf der Südseite der Apsis sind noch eine Piscina mit Armarium zu erkennen. In die Apsis sind drei große, für den Grammontenserorden charakteristische Rundbögenfenster eingelassen, die jetzt aber vermauert sind. Sie besitzen im Innern eine deutliche Leibung und sind nach außen als Doppelrundbogen mit sauber gearbeiteten Wölbesteinen gestaltet. Die Fenster sind überhöht und ragen in den Sims der Kalotte. Über den Fensterbögen
läuft außen eine durchgehende Archivolte.
Das 18 Meter lange und 6 Meter breite Kirchengebäude war im 17. Jahrhundert verkürzt worden, wobei zwei von vier Jochen unterdrückt wurden. Die westliche Giebelseite wurde neu aufgemauert und mit einem recht charakterlosen Portal versehen. Über dem Portal befindet sich ein Rundbogenfenster mit einem gerundeten Granodioritsturz. Gegen Ende des 19. Jahrhunderts stürzte das Kalksteingewölbe ein und wurde sodann mit einer einfachen Holzbalken-Flachdecke ersetzt. Der Orkan vom Dezember 1999 hat dem Kirchenbau stark zugesetzt, so wurde das Dach beschädigt und die den Dachstuhl aufnehmenden Randsteine brachen teilweise heraus.

### Ostflügel

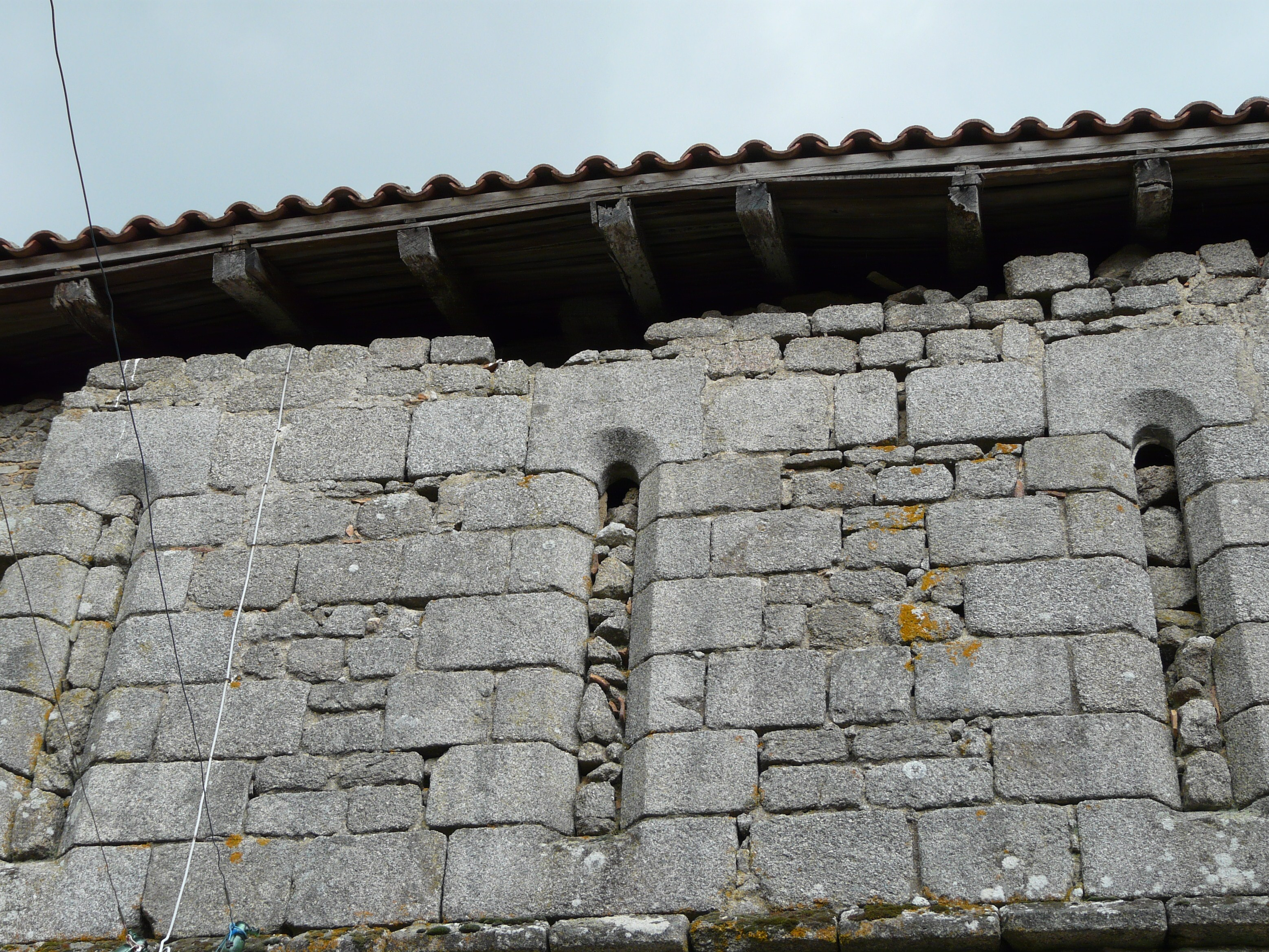
Zugemauerte Schießschartenfenster des Dormitoriums – Westseite

Der Kapitelsaal im anschließenden Ostflügel enthält zwei in Nord-Süd-Richtung platzierte Säulen mit sehr schweren Kapitellen, die in zwei Reihen sechs Jochbögenfelder abstützen. Die Gewölberippen treffen sich in einem kreuzförmigen Abschlussstein. Sie enden auf den beiden Kapitellen im Zentrum, auf schmucklosen Konsolen im Mauerwerk und auf korbförmigen Spornen in den Ecken. Leider ist der Saal jetzt durch eine Zwischenwand abgetrennt, so dass die Schildbögen im Mauerwerk kaum mehr zu erkennen sind. Ein Portal in der Westfassade des Kapitelsaals öffnete zum Innenhof mit Kreuzgang, begleitet von einem Rundbogenfenster zur Rechten und Linken.
Über dem Kapitelssaal befindet sich das einstige Dormitorium, das mittlerweile in mehrere Wohnzimmer mit zwei neuen Fensteröffnungen nach Osten unterteilt ist. In einem der Zimmer ist noch ein originales Buntfresko zu erkennen, das als aux oiseaux  (den Vögeln gewidmet) bezeichnet wird. Ursprünglich besaß das Dormitorium schießschartenartige Fensteröffnungen auf der Westseite, die aber zugemauert wurden.
Der sehr rustikale, mit einem Tonnengewölbe versehene Keller bildete einst den Aufenthaltsraum der Mönche, der mittels zweier Fenster auf der Ostseite beleuchtet wurde. Der Keller hatte eine Türöffnung in den Garten, die aber schon im 17. Jahrhundert verschlossen wurde. Die Tür zum Innenhof wird jetzt vom äußeren Treppenaufgang überdeckt.
Sämtliche anderen Prioratsgebäude sind mittlerweile verschwunden. Im vollständigen Zustand dürften die Prioratsgebäude wahrscheinlich einen mit Holzbalken bedeckten kleinen Kreuzgang umschlossen haben. Der Ostflügel ermöglichte über den Kapitelsaal den Zutritt zur Kirche. Vor ihm befindet sich ein Vorbau mit dem Treppenaufgang zur ersten Etage. Dieser war durch eine spätere bauliche Änderung zu Beginn des 20. Jahrhunderts nach Norden versetzt worden. Das Dormitorium konnte auch im Innern über eine im 17. Jahrhundert eingebaute Doppelwendeltreppe erreicht werden.

### Nordflügel
Vom Nordflügel ist bis auf einen großen Schildbogen an der Westseite des Ostflügels – seinem ehemaligen Ansatzpunkt – nichts mehr erhalten.

## Geschichte

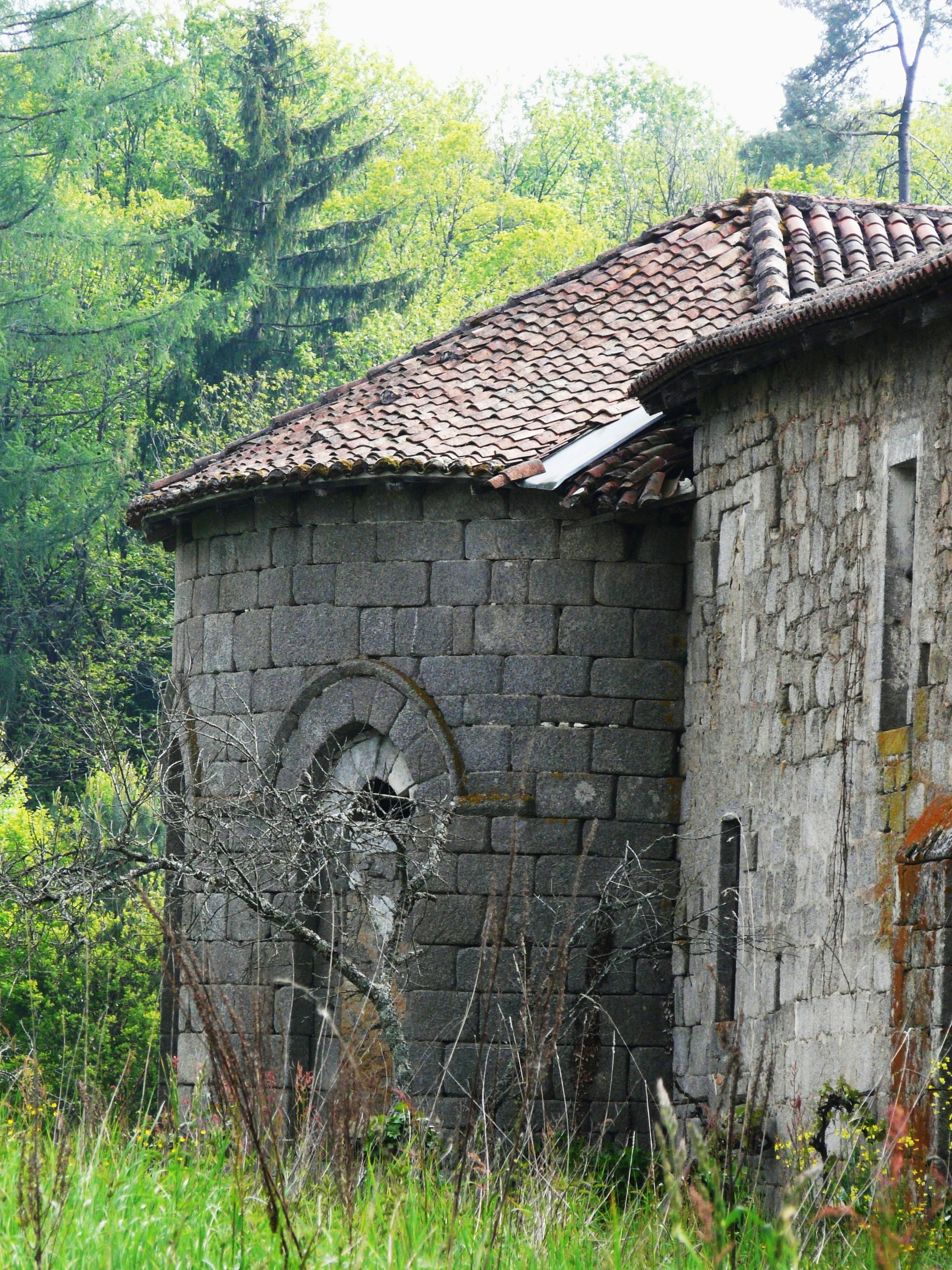
Apsis des Kirchenschiffs

Das Priorat wurde in der zweiten Hälfte des 12. Jahrhunderts von einem unbekannten Spender ins Leben gerufen. Die Kirche ist der Jungfrau Maria und dem Heiligen Johannes gewidmet. Im Jahr 1295 wurde die Klosterzelle von vier Mönchen bewohnt. In seiner Reform aus dem Jahr 1317 veranlasste der Papst Johannes XXII. den Grammontenserorden, das Kloster Grandmont an die Spitze der anderen Priorate zu setzen. Außerdem reorganisierte er die als zu zahlreich und unrentabel empfundenen Grammontenserklöster. In diesem Zusammenhang wurde das Grammontenserpriorat Badeix mit dem Grammontenserpriorat Ravaud in Aussac nördlich von Angoulême zusammengelegt. Ravaud fiel jedoch im 17. Jahrhundert dem Ruin anheim, so dass dessen Mönchsbrüder nach dem in einem wesentlich besseren Zustand befindlichen Badeix übersiedelten.
Als der Orden unter Kommenderecht gefallen war, kam es zu einem Nachlassen der Ordensdisziplin. Obwohl Charles Frémon (1611–1689), der Abt von Grandmont, im Jahr 1625 eine strikte Einhaltung der Ordensregeln anordnete, wurde dies nur wenig beachtet.
Im Jahr 1716 wurde René-François de La Guérinière, Prior von Badeix, zum Generalabt des Grammontenserordens gewählt. Jean-François de Giboust de Chastelux, ebenfalls Prior von Badeix, starb 1752 im Kloster Peyrouse bei Saint-Saud durch neun Messerstiche. Letzter Prior von Badeix ab 1766 war der Doktor der Religion Dom Gaspard-Thyrse Mathieu de la Gorce (1724 bis 1805), der sich im Jahr 1745 dem Grammontenserorden angeschlossen hatte. Er hielt sich aber nur noch vorübergehend im Priorat auf, welches dann ab 1776 vollkommen verwaist war. De la Gorce verpachtete 1777 das Gut an den Bauern François Villariaud und im Jahr 1785 die prioratseigene Mühle an Jean Peletingeas.
Am 24. Februar 1769 wurde die Cella von Badeix per Letters patent dem Bistum Limoges unterstellt.
Im Jahr 1781 wurde der Orden auf Betreiben der Commission des réguliers schließlich ganz aufgelöst und dem Bistum Limoges angegliedert.
Während der Französischen Revolution wurde das Priorat am 26. Mai 1791 als Bien national an Guillaume Vallade dem Älteren verkauft. Der letzte Prior Dom Gaspard de la Gorce wurde 1792 wegen nicht geleistetem Treueschwur verhaftet. Er kam erst nach dem Konkordat von 1801  wieder frei. Er verstarb am 6. August 1805 als Curé de Bessines (Pfarrer von Bessines) im Alter von 82 Jahren im Hospiz von Limoges.
Das Priorat wurde sodann in einen einfachen Bauernhof verwandelt. Dieser befindet sich heute in Privatbesitz mit drei unterschiedlichen Eignern.

## Prioren von Badeix

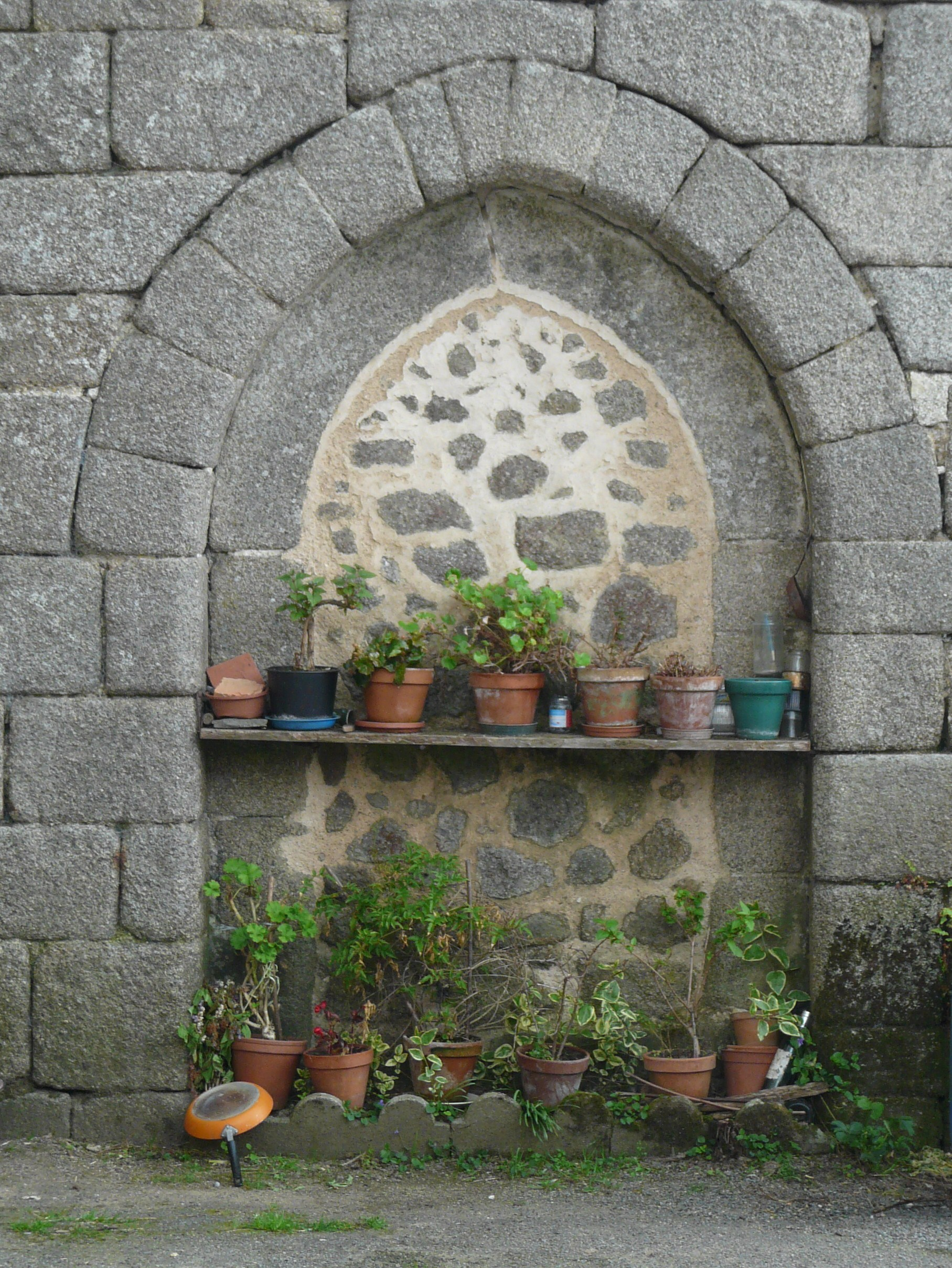
Zugemauertes Spitzbogenportal an der Nordseite des Kirchenschiffs

Folgende Prioren von Badeix sind uns bekannt:
- Abbé Georges Barny
- Étienne Talin oder Colin – 1654
- Paul-René de Bannezon – 1688
- René-François de la Guérinière – 1716
- Pierre Millet de la Haye – bis 1741
- Jean-François de Giboust de Chastellux – bis 1752
- Dom Teytaud – bis 1766
- Dom Gaspard-Thyrse Mathieu de la Gorse – bis zur Verpachtung am 10. April 1777